# Музей истории плодового садоводства Среднего Урала
Музей истории плодового садоводства Среднего Урала (усадьба Д. И. Казанцева) — музейный комплекс из жилого дома и сада, расположенный в Екатеринбурге, улица Октябрьской Революции, дом 40. Памятник истории и культуры, связанный с жизнью и деятельностью первого на Урале садовода-селекционера Дмитрия Ивановича Казанцева, бухгалтера Пышминско-Ключевского медеплавильного завода.

## История
Одноэтажный деревянный дом с мезонином по улице Коробковской (улице Октябрьской Революции) был построен в XVIII веке служивыми людьми, которые получили этот участок от городских властей. Дом был построен из сосен, которые росли здесь же.
В 1913 году Дмитрий Иванович Казанцев приобрел этот дом у рязанской крестьянки Акулины Артемьевны Сидоровой, занимавшейся мелочной торговлей из домовой лавки. При доме был флигель и деревянные службы. Осенью 1913 года Казанцев разбил сад во дворе дома. Семье пришлось несколько лет обрабатывать земельный участок (очистить участок от мусора и нечистот, нескольких штабелей бутового камня). В 1927 году Д. И. Казанцев создал первый селекционный фонд, став фактически научно-исследовательским государственным учреждением. Приказом № 1257 по Свердловскому областному земельному управлению 27 ноября 1934 года сад стал подразделением Свердловской опытной станции садоводства, центром селекции плодовых культур на Среднем Урале. В доме бывали М. О. Клер, А. А. Анфиногенов, П. П. Бажов, Л. И. Вигоров и другие, писали свои картины в саду известные уральские художники. 7 июля 1942 года Дмитрия Ивановича не стало, за домом и садом следила вдова Анна Николаевна и дочь Галина Дмитриевна.
В 1966 году Галина Дмитриевна сад и усадьбу передала биолого-географическому факультету Свердловского государственного педагогического института взамен на квартиру в городе. Дом стал общежитием для преподавателей, а многие саженцы растащили для личных посадок, а сам сад стоял заброшен. И только публикации писателя Рябинина Б. С., профессора Вигорова Л. И. и других помогали сохранить этот сад. В 1973—1993 годах в саду проходили школьную практику 5-8 классы школы № 2 города Свердловск. В 1987 году усадьба была введена в государственный реестр памятников истории и культуры Свердловской области на основании решения Исполнительного комитета Свердловского областного Совета народных депутатов от 31.12.1987 года № 535.
В 1990 году усадьбу пытались снести, но на пути бульдозера вставала Галина Дмитриевна. В 1993 году старый дом был снесён, но в 1993—1994 годах на его месте был построен новый дом по сохранившимся чертежам.
В мае 1994 года усадьба с садом становится филиалом Свердловского областного краеведческого музея. За садом стали ухаживать сотрудники областного музея.
В 2000—х годах земельным участком в центре города заинтересовались застройщики. В течение 2000—2009 годов за жизнь музея и сада боролась директор музея Казимирова Людмила Васильевна. После вынужденного её выхода на пенсию в 2009 году хранителем музея становится Короленко Геннадий Васильевич, который держит оборону до настоящего времени.

## Экспозиция
В музее открыта мемориальная комната Дмитрия Ивановича Казанцева в 2014 году, к 100-летию сада. Здесь можно увидеть обстановку семьи Казанцева Д. И. в начале XX века. На витрине находятся документы об образовании Дмитрия Ивановича и его супруги Анны Николаевны Казанцевой (Лейман). Также представлены произведения Дмитрия Ивановича, его дневники, награды и садовые инструменты. В интерьере комнаты расположены обеденный стол, буфет, книжный шкаф, рояль, на котором играла Анна Николаевна и его дочь Галина. На стенах комнаты размещены фотографии самого Казанцева, членов его семьи жены Анны Николаевны, сына и дочери.
Во внутреннем дворе располагается плодовый сад, заложенный Дмитрием Ивановичем. В саду растёт первый селекционный сорт яблони «Кордик», сорта яблонь следующих поколений: «Дима», «Ренет ароматный», «Ранетка красная Казанцева», вишня Анюта, мичуринские сорта яблонь «Бельфлёр китайка» и «Ренет Крюднера», посаженные 1930-х годах. Кроме этого сад включает в себя 38 видов яблони, 9 видов груши, 66 кустов вишни, 20 деревьев сливы, 4 деревьев черемухи, 7 кустов смородины, кусты крыжовника, малины, ирги, боярышника, облепихи, рябины, шиповника и барбариса, 7 деревьев кедра. Есть сосна, лиственница, дуб, 9 деревьев липы, 3 вида сирени, 7 видов лекарственных трав, 12 видов зелёных культур, 42 вида многолетних цветов.

## Архитектура
Усадьба Д. И. Казанцева расположена по красной линии улицы Октябрьской Революции, и является одноэтажным зданием с мезонином, прямоугольным по проекту. Уличный фасад имеет три прямоугольные окна с деревянными наличниками. Фасад обшит доской-вагонкой. Выпуски бревен, имитирующие лопатки, обшиты досками. Главный вход в дом — со стороны улицы, оформлен деревянным козырьком и аттиком на уровне кровли. Второй вход имеется со стороны сада. Сад является практической школой уральского плодоводства и занимает видное место в истории уральского садоводства.

## Галерея

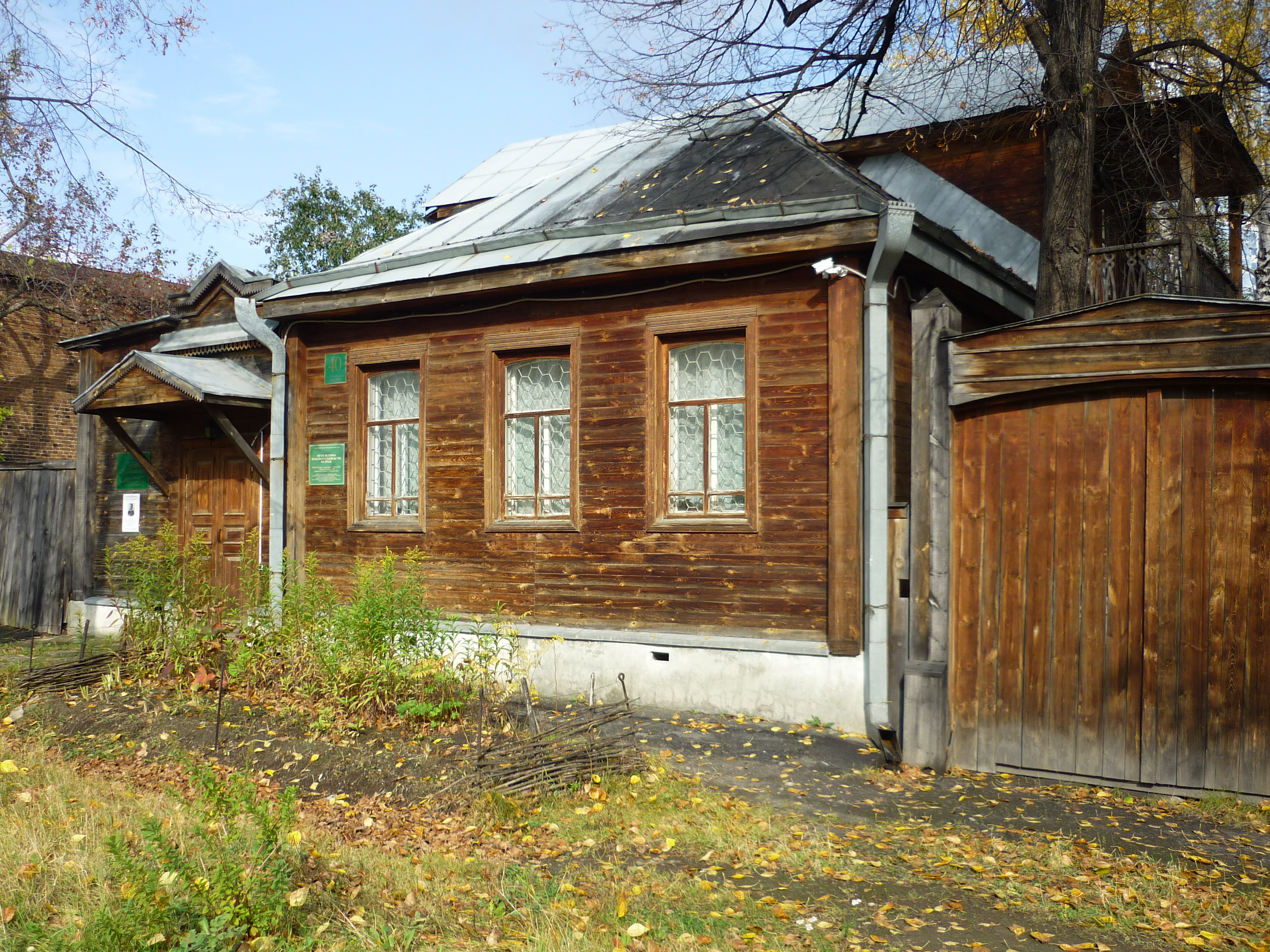
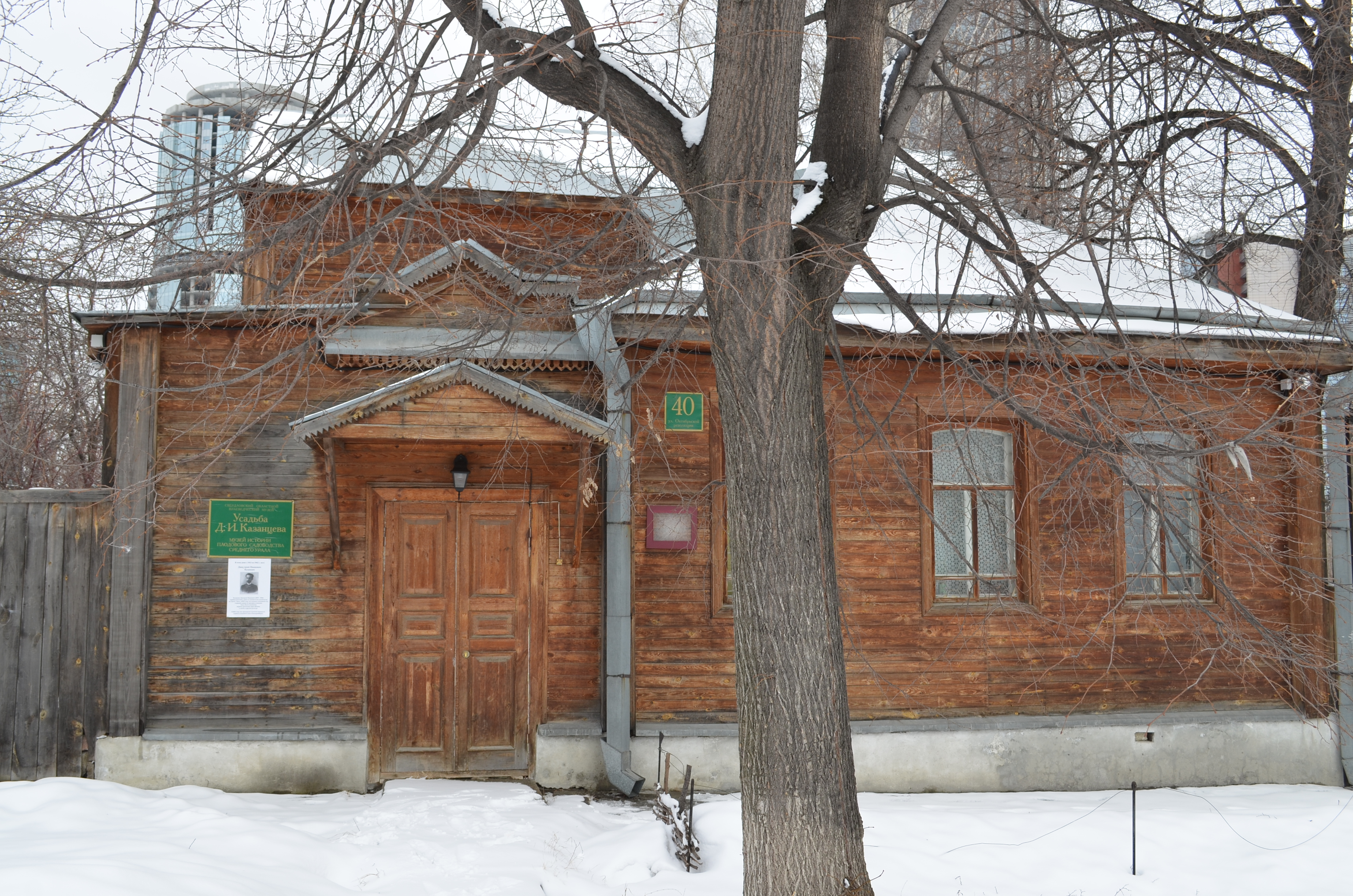
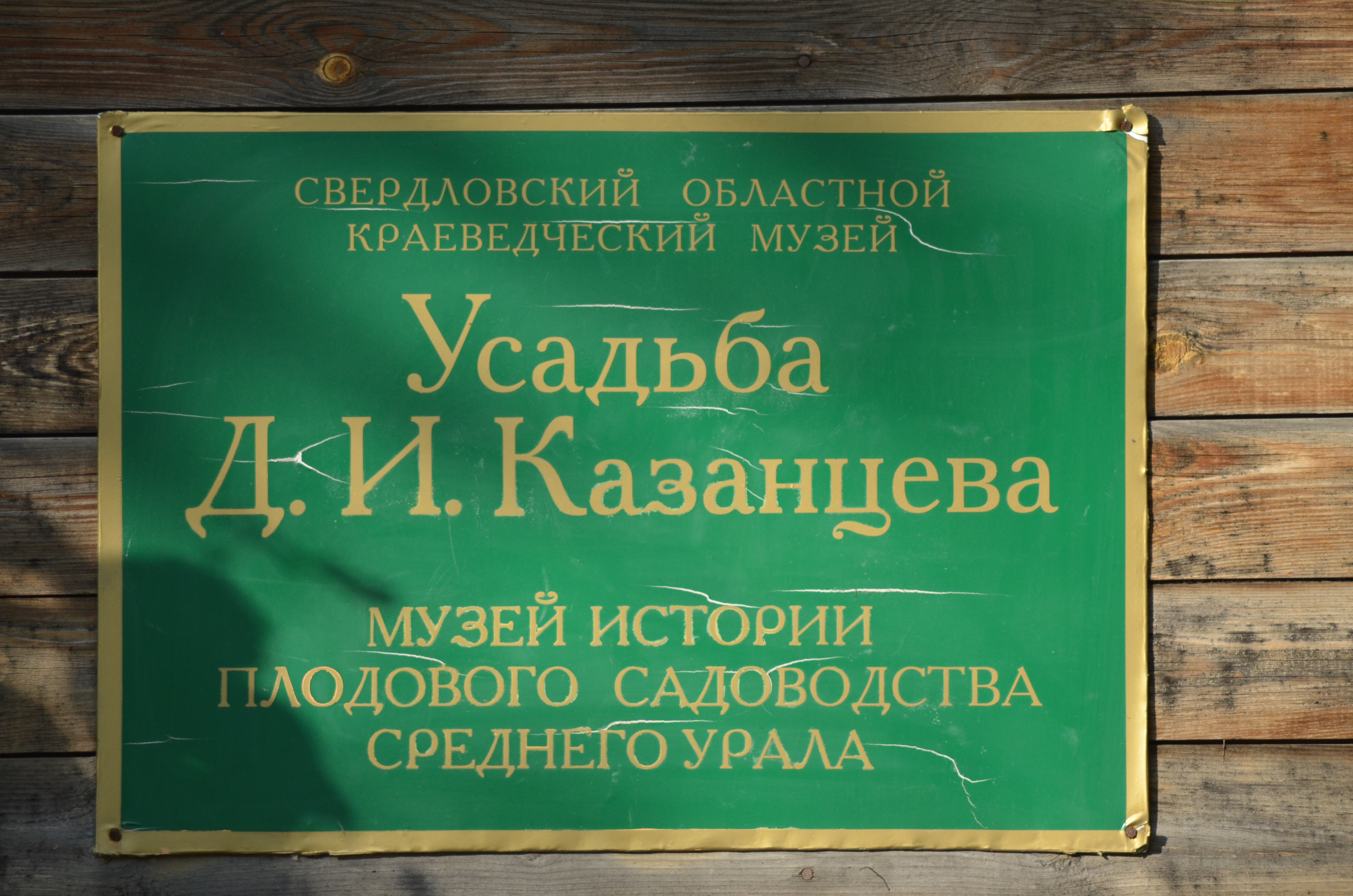
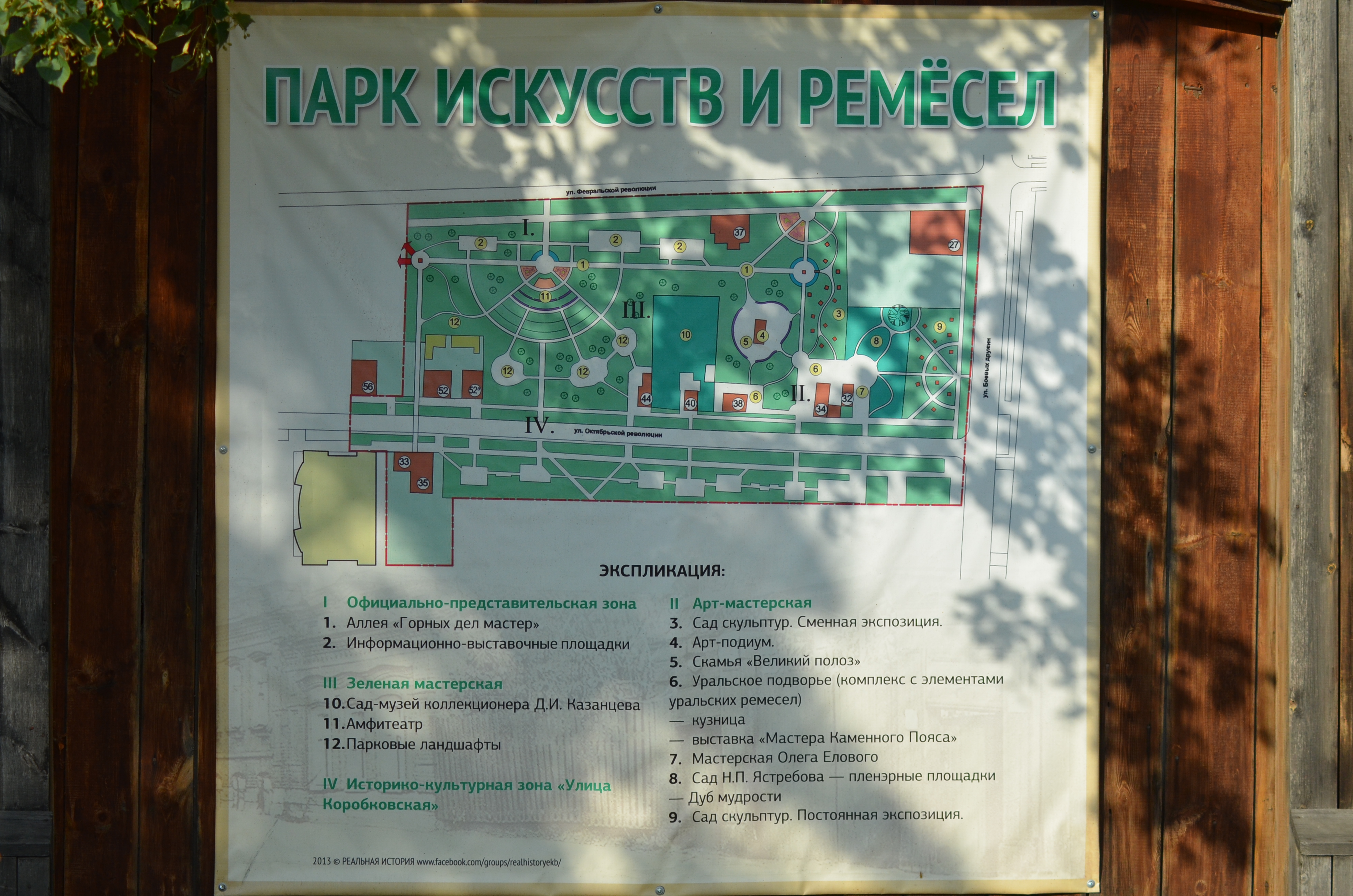
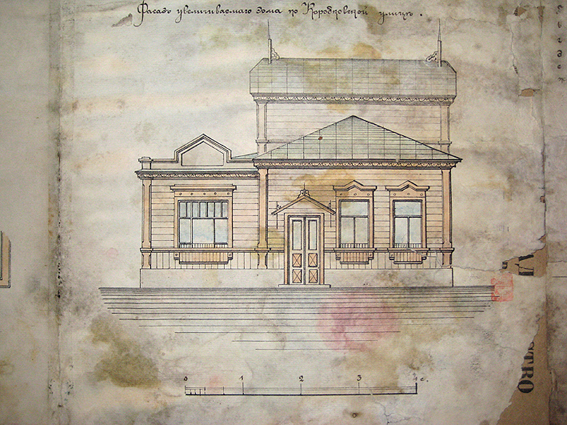